# توفاسیتینیب
توفاسیتینیب (انگلیسی: Tofacitinib) دارویی متعلق به خانوادهٔ بازدارنده‌های جانوس کیناز» است که توسط مؤسسه ملی سلامت و شرکت دارویی فایزر کشف و تولید شد.
این دارو هم‌اکنون برای درمان روماتیسم مفصلی در ایالات متحده آمریکا و برخی کشورهای دیگر بکار می‌رود و به‌نظر می رسد در درمان پسوریازیس و اسپوندیلیت انکیلوزان هم مؤثر باشد. پژوهش‌هایی جهت به‌کارگیری این دارو در درمان بیماری التهابی روده و برخی بیماری‌های ایمونولوژیک دیگر و همچنین جهت جلوگیری از رد پیوند اعضاء انجام شده است.
پژوهش‌هایی نیز جهت به‌کارگیری این دارو در درمان پیسی، طاسی منطقه‌ای، درماتیت آتوپیک و اسپوندیلیت آنکیلوزان در حال انجام است.
این دارو، بازدارندهٔ آنزیم‌های «JAK1» و «JAK3» است که در رونویسی دی‌ان‌ای مؤثرند.
شایع‌ترین عوارض جانبی این دارو، سردرد، اسهال، نازوفارنژیت (التهاب و عفونت بینی و گلو) و عفونت‌های مجرای فوقانی تنفسی است.